# Condado de Piotrków
Condado de Piotrków (polaco: powiat piotrkowski) é um powiat (condado) da Polónia, na voivodia de Lodz. A sede do condado é a cidade de Piotrków Trybunalski. Estende-se por uma área de 1429,12 km², com 90 092 habitantes, segundo os censos de 2005, com uma densidade 63,04 hab/km².

## Divisões admistrativas
O condado possui:
Comunas urbana-rurais: Sulejów
Comunas rurais: Aleksandrów, Czarnocin, Gorzkowice, Grabica, Łęki Szlacheckie, Moszczenica, Ręczno, Rozprza, Wola Krzysztoporska, Wolbórz
Cidades: Sulejów

## Demografia
População (dados de 30 de Junho de 2005):
|          | Total   | Total | Mulheres | Mulheres | Homens  | Homens |
| -------- | ------- | ----- | -------- | -------- | ------- | ------ |
|          | pessoas | %     | pessoas  | %        | pessoas | %      |
| Total    | 90 092  | 100   | 45 820   | 50,9     | 44 272  | 49,1   |
| Cidades  | 6370    | 100   | 3228     | 50,7     | 3142    | 49,3   |
| Povoados | 83 722  | 100   | 42 592   | 50,9     | 41 130  | 49,1   |